# Centralbadet, Norrköping

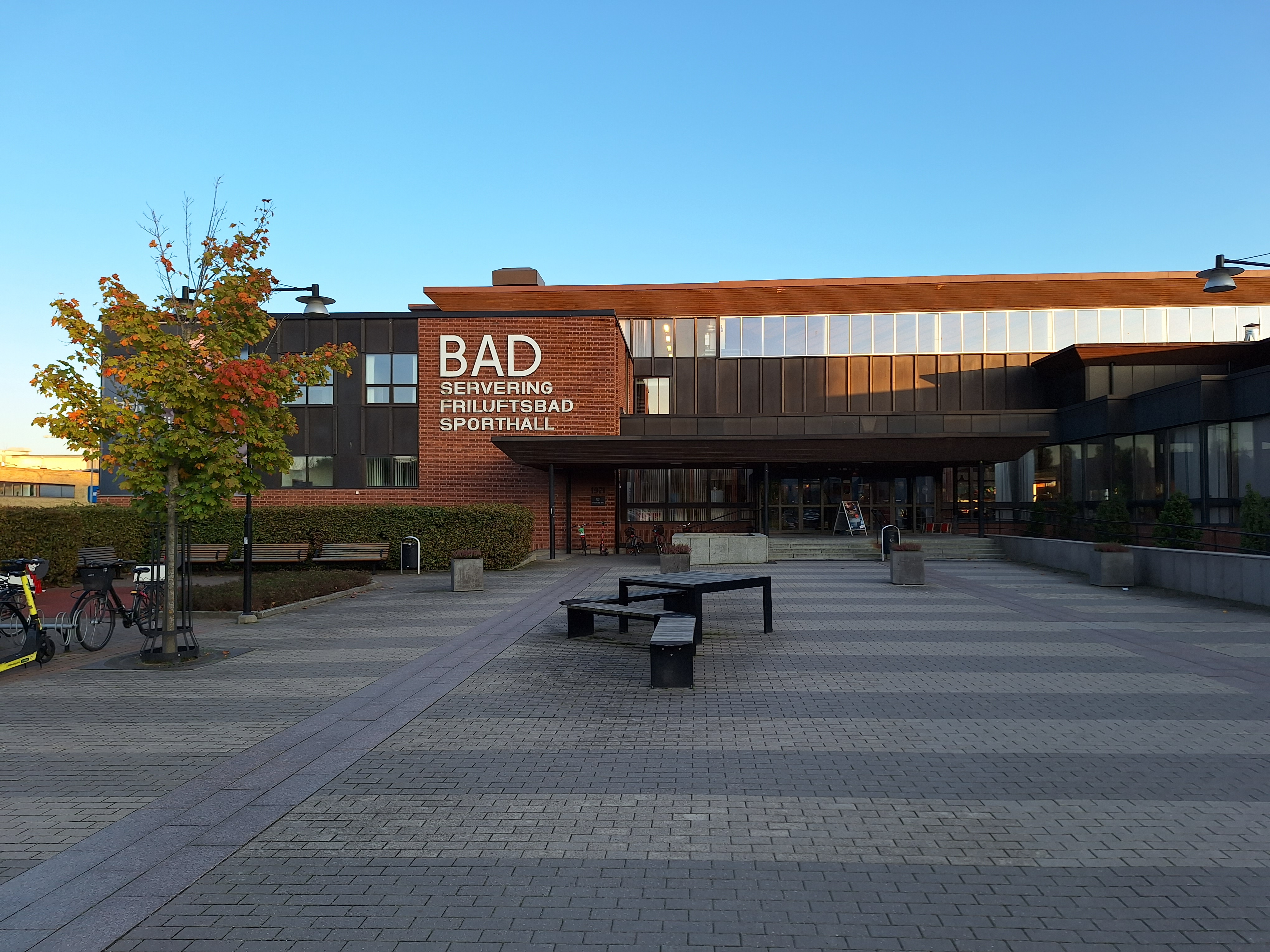
Entrén

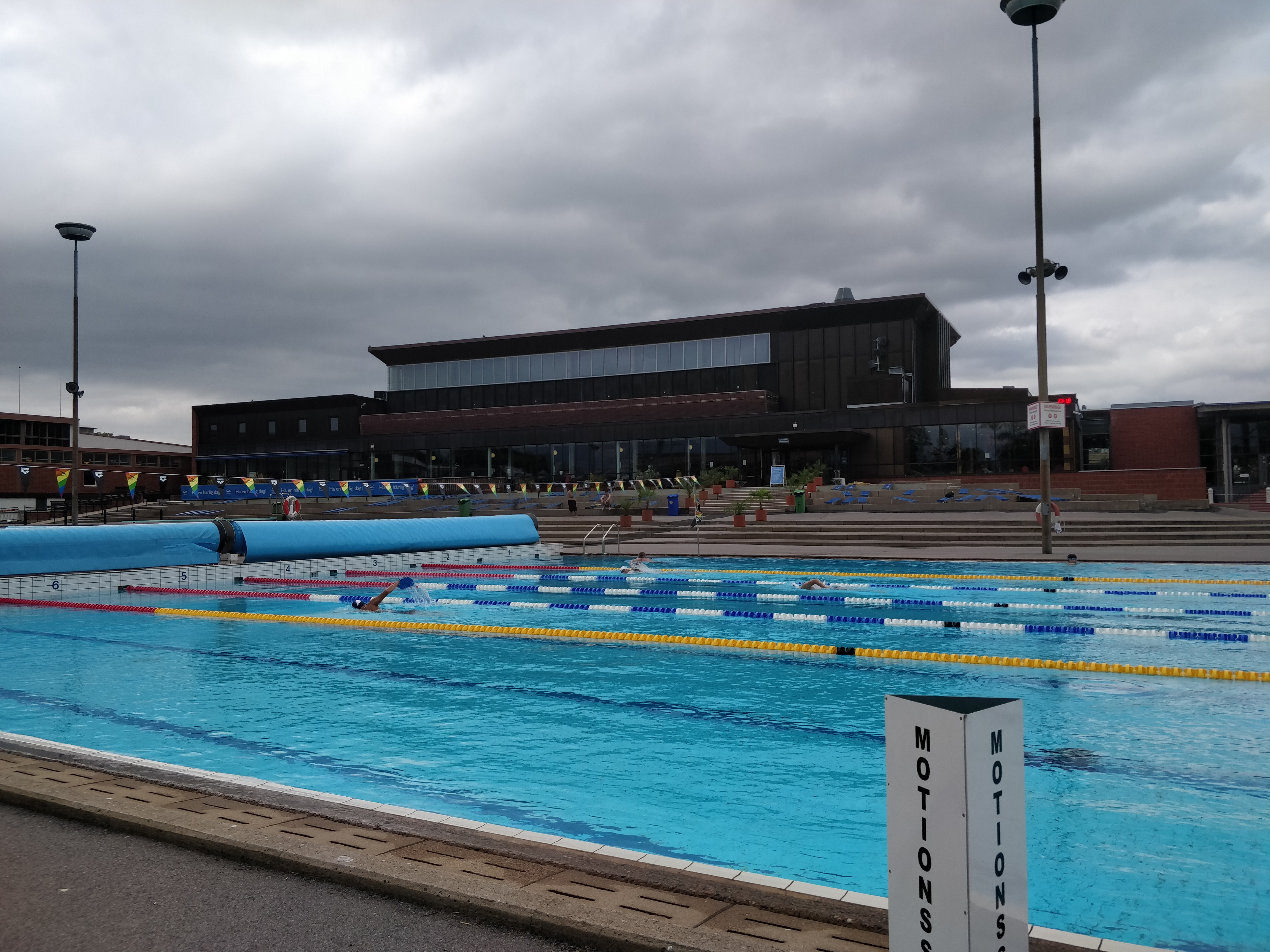
Friluftsbadet

Centralbadet är ett badhus med tillhörande friluftsbad beläget på Dagsbergsfältet i Norrköping. Anläggningen ägs av Norrköpings kommun och drivs av företaget Medley.
Anläggningen består av en 25-metersbassäng med hopptorn och äventyrsbad samt ett friluftsbad med en 50-metersbassäng och en hopptornsbassäng. I anläggningen finns även en relaxavdelning, ett gym samt ett kafé.
Centralbadet började byggas 1969 efter en lång planeringsprocess och stod färdigt 1971. Invigdes skedde den 19 juni samma år.

## Källa
1. ↑  Badhusen en fråga om renlighet Arkiverad 14 september 2019 hämtat från the Wayback Machine., Folkbladet Östergötland, 2 september 2019
2. ↑  Simhallar och utomhusbassänger, Norrköpings kommun, läst 28 januari 2021
3. ↑  Medley Centralbadet, Norrkoping.com, läst 28 januari 2021
4. ↑  Backspegeln. Centralbadets historia. Del 4., Norrköping Online, 13 augusti 2011